# حفل توزيع جوائز الأوسكار الخمسون
حفل توزيع جوائز الأوسكار الخمسون (بالإنجليزية: 50th Academy Awards)‏ هو حدث نظمته أكاديمية فنون وعلوم الصور المتحركة لتكريم أفضل الأفلام لسنة 1977. أقيم الحفل بتاريخ 3 أبريل، 1978 في جناح دوروثي تشاندلر، لوس أنجلوس. قامت شبكة هيئة الإذاعة الأمريكية ببثّ الحفل، وقدّمه بوب هوب. في هذه الدورة، فاز فيلم آني هال بجائزة أفضل فيلم، وحاز الممثّل ريتشارد درايفوس على جائزة أفضل ممثّل، ونالت الممثلة ديان كيتون جائزة أفضل ممثّلةٍ، وكانت جائزة الأوسكار لأفضل مخرج من نصيب المخرج وودي آلن.
أكثر الأفلام ترشيحاً للحصول على جوائز كان فيلم جوليا وفيلم نقطة التحول حيث تلقّى كلٌّ منهما 11 ترشيحاً، بينما أكثرها فوزاً كان فيلم حرب النجوم الجزء الرابع: أمل جديد حيث فاز بـ 7 جوائز.

## الجوائز
- جائزة أفضل فيلم:

آني هال
- جائزة أفضل مخرج:

وودي آلن
- جائزة أفضل ممثّل:

ريتشارد درايفوس
- جائزة أفضل ممثّلة:

ديان كيتون
- جائزة أفضل ممثّل مساعد:

جيسون روباردس
- جائزة أفضل ممثّلة مساعدة:

فانيسا رديغريف
- جائزة أفضل سيناريو مقتبس:

جوليا
- جائزة أفضل موسيقى تصويريّة:

حرب النجوم الجزء الرابع: أمل جديد وليلة موسيقية قصيرة
- جائزة أفضل تأثيرات بصريّة:

حرب النجوم الجزء الرابع: أمل جديد
- جائزة أفضل خلط أصوات:

حرب النجوم الجزء الرابع: أمل جديد

## وصلات خارجية
- حفل توزيع جوائز الأوسكار الخمسون على موقع IMDb (الإنجليزية)
- حفل توزيع جوائز الأوسكار الخمسون على موقع الموسوعة البريطانية (الإنجليزية)
- حفل توزيع جوائز الأوسكار الخمسون على موقع ميوزك برينز (الإنجليزية)
- الموقع الرسمي لجوائز الأكاديمية.
- الموقع الرسمي لأكاديمية فنون وعلوم الصور المتحركة.
- قناة جوائز الأوسكار على موقع يوتيوب (تُديره أكاديمية فنون وعلوم الصور المتحركة).
- مقتطفات فيديو من أكاديمية فنون وعلوم الصور المتحركة.